# 덕우항
덕우항은 전라남도 완도군 생일면 덕우도에 있는 어항이다. 1978년 3월 7일 지방어항으로 지정하여 관리하고 있다. 시설관리자는 완도군수이다.

## 어항 시설
- 방파제 53m, 선착장 108m

## 주요 어종
- 멸치, 문어, 전복